# 瀘定地震
瀘定地震（ろていじしん、拼音: lúdìng dìzhèn ルーディン ディーヂェン）は、現地時間（CST）2022年9月5日12時52分（13時52分 JST）に中国・四川省カンゼ・チベット族自治州瀘定県で発生した地震である。

## 概要
震央は四川省カンゼ・チベット族自治州康定市から南東43km地点、震源の深さは12km、地震の規模を示すマグニチュードは6.6と推定されている (中国地震ネットワークセンターによると震源の深さは16km、M6.8)。この地震でカンゼ・チベット族自治州瀘定県や隣の雅安市石棉県で大きな揺れを観測したほか、四川省の省都成都市や湖南省長沙市、陝西省西安市でも揺れを感じた。
四川省の山間部地域には大きな断層が走っており、直近では2017年の九寨溝地震以来、2000年代に入ってからでは6度目のM6.0以上の地震とかなりの高頻度で大地震が発生している地域である。

## 被害
2022年9月12日14時現在、この地震による死者は93人に上り、25人が消息不明、少なくとも420人が負傷した。

### 詳細
カンゼ・チベット族自治州瀘定県死者55人、行方不明者5人
雅安市石棉県死者38人、行方不明者16人
この他に負傷者が420人以上いる他、被災者は11万人を上回り損傷した家屋は5万軒以上に上った。

## 中国国内の反応
9月5日（地震発生当日）
・習近平総書記・国家主席・中央軍事委員会主席と李克強総理はそれぞれ指示を出し、全力で災害に遭った人々を救助し、死傷者を減らすことを要求した。
・中国国務院によって「レベル3」の緊急対応が発動され、震源近くの瀘定県への救助隊派遣が行われた。
9月12日
・四川省地震救助指揮部は省級一級緊急時対応措置を12日午後6時で完了させ、一時避難および復旧・復興段階に移行した。また、被害の大きかった瀘定県と雅安市石棉県において、地震で犠牲となった人々を悼む追悼式が同時に行われた。
9月21日
・山中で17日間も行方不明であった地元の水力発電所に勤める20代男性が、付近の村民によって救出された。湧き水を飲んだり木の実を食べたりして命を繋いでいたという。

## 中国国外の反応
- 日本：岸田文雄首相は9月6日、瀘定県で発生した地震を受け、中国の習近平国家主席・李克強首相にお見舞いと被災地の早期復興を祈るメッセージを送った[14]。
- 中華民国：中華民国総統府の張惇涵報道官は9月6日、蔡英文総統の慰問と配慮を伝え、捜索と災害後の復旧作業が順調に進むことを期待している。蘇貞昌行政院長・頼清徳副総統も慰問し、負傷者の早期回復を期待している[15]。